# Variación genética

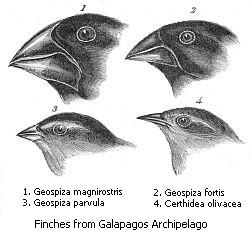
Pinzones de Darwin o pinzones de Galápagos.

Los padres tienen una codificación genética similar en esta situación específica donde se reproducen y se observa una variación en la descendencia. Los descendientes que contienen la variación también se reproducen y transmiten rasgos a sus descendientes.

La variación genética describe la diferencia en el ADN entre los individuos. Existen múltiples fuentes de variación genética, incluyendo la mutación y la recombinación genética. 

## Entre individuos dentro de una población
La variación genética puede ser identificada en muchos niveles. Es posible identificar la variación genética a partir de las observaciones de la variación fenotípica en rasgos cuantitativos —rasgos que varían continuamente y están codificados por muchos genes (por ejemplo, la longitud de la pata en perros) o rasgos discretos (rasgos que caen en categorías discretas y están codificados por uno o unos pocos genes (p. ej., el color del pétalo blanco, rosado, rojo en ciertas flores)—. 
La variación genética también se puede identificar al examinar la variación a nivel de enzimas utilizando el proceso de electroforesis de proteínas. Los genes polimórficos tienen más de un alelo en cada locus. La mitad de los genes que codifican las enzimas en insectos y plantas pueden ser polimórficos, mientras que los polimorfismos son menos comunes entre los vertebrados. 
En última instancia, la variación genética es causada por la variación en el orden de las bases en los nucleótidos en los genes. La nueva tecnología ahora permite a los científicos secuenciar directamente el ADN, que ha identificado incluso más variaciones genéticas de lo que se detectó previamente mediante electroforesis de proteínas. El examen de ADN ha mostrado una variación genética tanto en las regiones codificantes como en la región intrón no codificante de los genes. 
La variación genética resultará en una variación fenotípica si la variación en el orden de los nucleótidos en la secuencia del ADN da como resultado una diferencia en el orden de los aminoácidos en proteínas codificadas por esa secuencia de ADN, y si las diferencias resultantes en la secuencia de aminoácidos influyen en la forma, y De ahí la función de la enzima.

## Entre poblaciones
Variación geográfica significa diferencias genéticas en poblaciones de diferentes lugares. Esto es causado por la selección natural o la deriva genética. 

## Medición
La variación genética dentro de una población se mide comúnmente como el porcentaje de loci génicos que son polimórficos o el porcentaje de loci génicos en individuos que son heterocigotos. 

## Fuentes

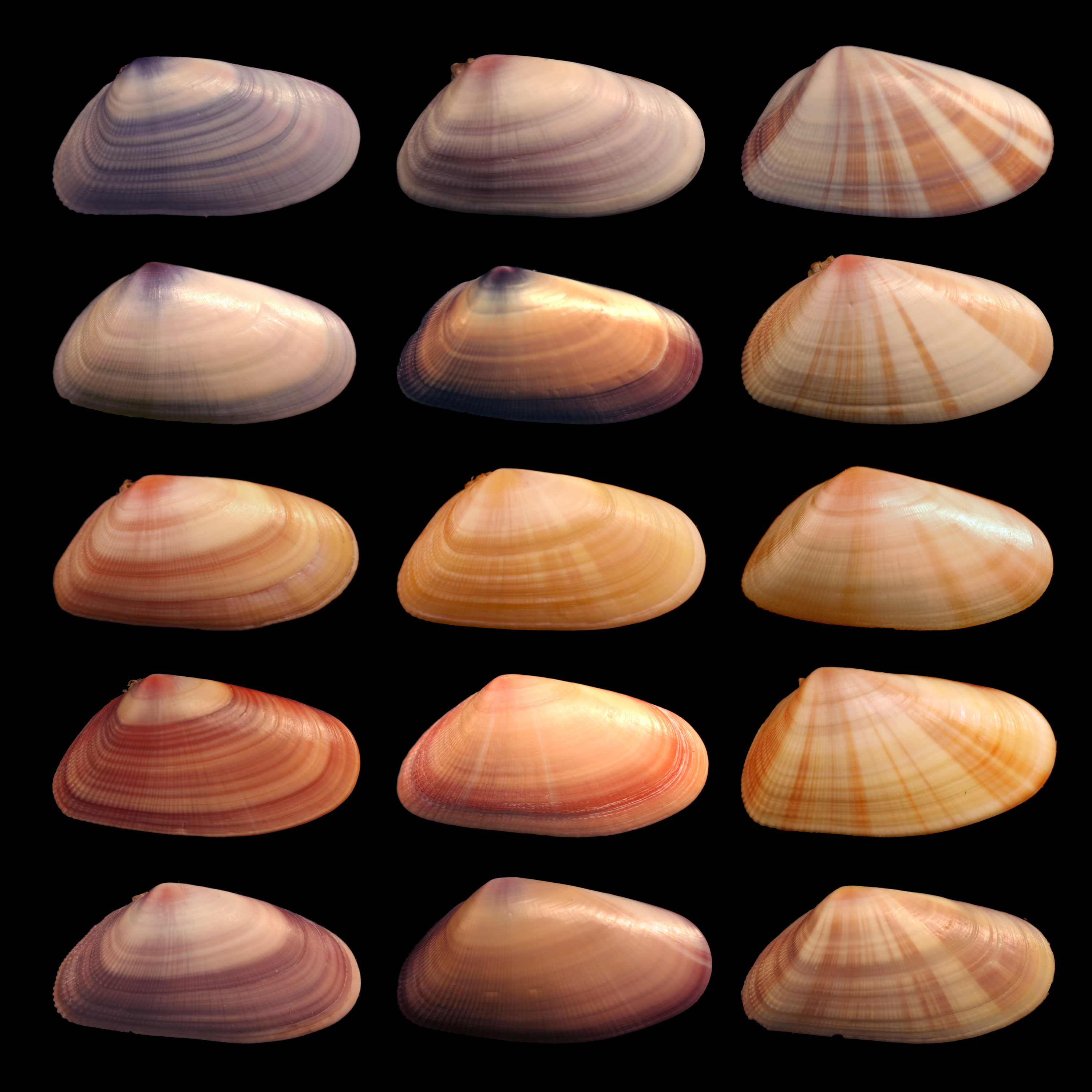
Un rango de variabilidad en el mejillón Donax variabilis.

## Formas
La variación genética se puede dividir en diferentes formas según el tamaño y el tipo de variación genómica que sustenta el cambio genético. La variación de secuencia a pequeña escala (<1 kilobase, kb) incluye la sustitución de pares de bases y los indeles. La variación estructural a gran escala (>1 kb) puede ser una variación del número de copias (pérdida o ganancia), o un reordenamiento cromosómico (translocación, inversión o disomía uniparental adquirida segmentaria). La variación genética y la recombinación por elementos transponibles y retrovirus endógenos a veces se complementa con una variedad de virus persistentes y sus defectos que generan novedad genética en los genomas del huésped. La variación numérica en cromosomas o genomas completos puede ser poliploidía o aneuploidía.

## Mantenimiento en poblaciones
Una variedad de factores mantienen la variación genética en las poblaciones. Los alelos recesivos potencialmente dañinos se pueden ocultar de la selección en individuos heterocigotos en poblaciones de organismos diploides (los alelos recesivos solo se expresan en los individuos homocigotos menos comunes). La selección natural también puede mantener la variación genética en polimorfismos equilibrados. Polimorfismos equilibrados pueden ocurrir cuando se favorecen los heterocigotos o cuando la selección depende de la frecuencia. 

## Otras lecturas
- Mayr E. (1970): Poblaciones, especies y evolución. Compendio de especies animales y evolución. The Belknap Press de Harvard University Press, Cambridge, Massachusetts y Londres, Inglaterra, ISBN 0-674-69013-3    .
- Dobzhansky T. (1970): Genética del proceso evolutivo. Columbia, Nueva York, ISBN 0-231-02837-7    .
- McGinley, Mark; J. Emmett Duffy (ed). 2008. " Variación genética ". En: Enciclopedia de la Tierra . Washington, DC: Consejo Nacional para la Ciencia y el Medio Ambiente .
- "Variación genética" en Griffiths, AJF Modern Genetic Analysis, Vol 2., p.   7
- "Cómo se mantiene la variación genética en las poblaciones" en Sadava, D. et al. Vida: La ciencia de la biología, p.   456
- Nevo, E .; Beiles, A. " Variación genética en la naturaleza ". Scholarpedia, 6 (7): 8821. doi: 10.4249 / scholarpedia.8821
- Hedrick P. (2011): Genética de poblaciones. Jones & Bartlett Learning, ISBN 978-0-7637-5737-3    .
- Albers PK y McVean G. (2018): Variantes genómicas de citas y ascendencia compartida en datos de secuenciación a escala poblacional . bioRxiv : 416610. doi : 10.1101 / 416610 .
- Rieger R. Michaelis A., Green MM (1976): Glosario de genética y citogenética: clásica y molecular. Springer-Verlag, Heidelberg - Nueva York, ISBN 3-540-07668-9  ; ISBN 0-387-07668-9    .
- Griffiths, AJF (1999). Una introducción al análisis genético. WH Freeman, San Francisco, ISBN 0-7167-3520-2    .
- Cavalli-Sforza LL, Bodmer WF (1999): La genética de las poblaciones humanas . Dover, Mineola, Nueva York, ISBN 0-486-40693-8    .